# Niní Bernardello
Niní Bernardello (Noemí Esther Bernardello. Cosquín, 18 de marzo de 1940 – Río Grande, 17 de junio de 2020). Poeta, artista visual y docente argentina, es una de las mayores referentes culturales de la provincia de Tierra del Fuego, A. e I.A.S. 
Ha publicado: Espejos de papel (Sirirí, 1982), Malfario (Último Reino, 1985), Copia y transformaciones (Tierra Firme, 1991), Cantando en la casa del viento. Poetas de Tierra del Fuego. Antología (Editorial Universitaria de la Patagonia, 2001), Puente aéreo (Tierra Firme, 2001), Salmos y azahares (Argos, 2005), Natal (Bajo la luna, 2010), Yeso tango. Edición bilingüe ilustrada (Editora Cultural de Tierra del Fuego, 2012) y Agua florida (El Suri porfiado, 2013), Oleaje (Muchos días felices, 2016), Antología íntima (Confines, 2016). y Atardeceres marinos (Editora cultural Tierra del Fuego, 2018). Participó en numerosas antologías y festivales de poesía nacionales e internacionales. Integra la antología 200 años de poesía argentina compilada por Jorge Monteleone, editada por Alfaguara con motivo de los festejos por el Bicentenario Nacional Argentino (2010). Mención Especial del jurado de los Premios Nacionales producción 2011-2014, Ministerio de la Nación. Integró el dosier de seis poetas argentinos presentado por la revista L'intranquille en el marco del Salón de París, en París, marzo de 2014.
Como artista visual tuvo una vasta trayectoria pasando por el diseño de escenografías, diseño gráfico, pintura, dibujo y fotografía. Participó en numerosas exposiciones tanto a nivel nacional como internacional. Se destacan las muestras individuales Copia y transformaciones. Pinturas, dibujos, fotografías y poemas en el Museo Provincial de Bellas Artes Emilio Caraffa de la ciudad de Córdoba (1991) y Mitológica en el Museo Fueguino de Arte, Río Grande (2014).
Desde el año 2023 el Museo Fueguino de Arte, dependiente de la Secretaría de Cultura Provincial, pasó a llevar su nombre: MFANB, Museo Fueguino de Arte “Nini Bernardello”. Mismo año en el que se editó su antología definitiva, Oficio, poesía reunida 1980 - 2019 (Editora cultural Tierra del Fuego, 2023). Trabajo que comenzara antes de su fallecimiento en conjunto al poeta e investigador Juan Fernando García, y que él se encargó de terminar. 
Para completar el homenaje, se celebró la reinauguración del Museo con una muestra antológica de la obra plástica de NB. Muestra que llevó el nombre de Dibujando en el horizonte. Obra múltiple. Curada por la artista Matilde Marín y culminó con la edición del catálogo de la muestra. Dibujando en el horizonte. Obra múltiple. Nini Bernardello (Editora cultural Tierra del Fuego, 2023).

## Biografía
Niní Bernardello nace en Cosquín, provincia de Córdoba, el 18 de marzo de 1940.
Al terminar la escuela secundaria con el título de maestra normal, comienza su formación en pintura. También, son los inicios de la escritura de poesía.
La década del 60 son los años de formación en Bellas Artes. Participa activamente en actividades vinculadas al quehacer artístico de su provincia. Un número destacable de exposiciones -dentro y fuera de Córdoba- más los premios que recibe, perfilan su fructifera carrera. Compila poemas bajo el título Adentro y afuera pero no los publica. Por aquellos años traba amistad con el poeta Bernardo Schiavetta. A fines de la década, realiza un viaje trascendental a Bolivia, junto a la poeta Diana Bellessi, consolidando un vínculo para toda su vida.
Entre 1973 y 1974 vive en Brasil y a su regreso se instala en Buenos Aires. De esa etapa, es muy importante el encuentro artístico y afectivo con Litto Nebbia y la poeta Mirtha Defilpo, y sus colaboraciones en la sección de arte de Producciones Melopea. El vínculo con la poeta perdura toda su vida.
En 1980, publica su primer libro de poemas Espejos de papel en Ediciones Sirirí, de Buenos Aires. Son años de vínculos férreos con escritores de todo el país, especialmente con las poetas que residen en Buenos Aires: Diana Bellessi, Irene Gruss, María del Carmen Colombo, entre muchas otras.
Al año siguiente se instala en Río Grande, Tierra del Fuego, junto a su compañera Maribé Achaga. Trabaja como docente de plástica de nivel secundario. También, promueve diversas actividades, tanto de plástica como de poesía, que la ubican rápidamente en un lugar central de la gestión cultural. Su labor incesante contribuye a solventar su figura de referente indiscutido de la cultura patagónica.
La publicación de Espejos de papel abre un camino que signa toda su carrera: en paralelo, en diálogo, sin jerarquizar una actividad sobre la otra, las artes visuales y la poesía encarnan en la artista.
Desde 1984 hasta sus últimos días, publica poemas y artículos en diarios y revistas literarias de Argentina y del extranjero.
En 1985, publica Malfario, su segundo libro, en la editorial Último Reino. Y en 1990, Copia y transformaciones en Libros de Tierra Firme. Ambos sellos, dirigidos por los poetas Víctor Redondo y José Luis Mangieri, respectivamente, constituyen por aquellos años los catálogos más importantes de poesía del país. Copia y transformaciones también es el nombre de una muestra que se exhibe en el Museo Caraffa de la ciudad de Córdoba donde expone pinturas, dibujos, fotografías y poemas, un diálogo entre lenguajes afines que es una marca en sus exposiciones posteriores.
Sin dudas, los años 90 son muy productivos y llega el reconocimiento de sus pares. Es la coeditora de la Revista Al sur del Cielo y participa de la Revista Tercer Milenio en la Cultura, arte y psicoanálisis. En 1994, la editorial Nusud de Buenos Aires reedita Espejos de papel. Participa de la antología Mujeres poetas de Córdoba publicada por Ediciones Alción que dirige Juan Carlos Maldonado.
En 1995, tres eventos destacados en su carrera, hitos fundantes en la cultura nacional: participa de la Semana de la poesía latinoamericana en el Centro Cultural Ricardo Rojas de la Universidad de Buenos Aires; es invitada al V Festival Internacional de Poesía de Rosario, siendo declarados visitantes distinguidos por la Municipalidad todos los participantes; asiste al Primer Encuentro Nacional de Mujeres, que se llevará a cabo en el Teatro Gral. San Martín de Buenos Aires.
La primera década del nuevo milenio la encuentra muy activa en lo que a la poesía se refiere. En el año 2000, una selección de sus poemas son publicados en la antología Abrazo Austral. Poetas de Chile y Argentina, editada por el Instituto Movilizador de Fondos Cooperativos.
Ese mismo año, participa de un acontecimiento histórico: el Encuentro de Mujeres Escritoras, junto a las más destacadas referentes de la literatura argentina, en el Centro Cultural San Martín de Buenos Aires.
En 2001, publica Puente aéreo en Libros de Tierra Firme y la antología Cantando en la casa del viento. Poetas de Tierra del Fuego, con selección, prólogo y notas de NB, en la Editorial Universitaria de la Patagonia (Universidad Nacional de la Patagonia San Juan Bosco), que dirige el escritor Cristian Aliaga. Esta antología (reeditada por la Editora Cultural Tierra del Fuego en 2012) es una referencia insoslayable para lectores e investigadores de la poesía de Tierra del Fuego.
En 2002, participa del Congreso de escritoras de América Latina realizado en MALBA, Buenos Aires.
En 2003, lee en el Ciclo de Poesía argentina contemporánea, realizado en la Biblioteca Franklin de San Juan.
En 2004, es invitada al Encuentro Nacional de Escritores La literatura en la periferia, realizado en el Pasaje Dardo Rocha de la ciudad de La Plata. Es jurado de selección final del área Literatura del Concurso Premio Federal de Poesía del CFI (Consejo Federal de Inversiones).
En 2005, publica Salmos y azahares en la editorial Argos de Córdoba.
En 2006, poemas suyos forman parte de la antología Poetas argentinas (1940-1960), con selección y prólogo de la poeta Irene Gruss, publicada por Ediciones del Dock. Y ese mismo año, participa de la Antología de la Poesía Patagónica, editada por Maremoto, en Málaga, España.
En 2007, vuelve a la ciudad de Rosario para leer en el XV Festival Internacional de Poesía.
En 2009, es designada Delegada del Fondo Nacional de las Artes en Tierra del Fuego, cargo que ejerce hasta su fallecimiento. Por decreto provincial, se la declara Personalidad Destacada de la Cultura de la provincia de Tierra del Fuego.
En 2010, integra la monumental antología 200 años de poesía argentina compilada por Jorge Monteleone, editada por Alfaguara. También, participa de la presentación del volumen en la Biblioteca Nacional Mariano Moreno. Este mismo año, Litto Nebbia le pone música al poema "Corazón de pique negro".
En 2011, publica Natal en la editorial Bajo la Luna y Yeso Tango (edición bilingüe castellano-inglés) con ilustraciones de Jorge Bernard y la traducción de Susana Zilberberg, en la Editora Cultural Tierra del Fuego. Este año, es entrevistada por la poeta española Concha García para su documental El revés del cielo. Seis poetas del Río de la Plata.
En 2013, publica Agua florida en el sello El suri porfiado. Por este libro recibe una mención especial del jurado del Premio Nacional de Poesía producción 2011-2014.
Participa del 5.º Festival Internacional de Poesía, en el Centro Cultural de la Cooperación de Buenos Aires.
Entre los años 2013-2017 participa tanto de forma individual como colectiva en las ediciones de Libros de artista en el Museo Fueguino de Arte.
En 2014, son publicadas versiones de sus poemas en francés en el Dossier de Poesía Argentina, en el primer número de la revista L'intranquille, Atelier de l'agneau, Salón de París.
En 2015, es invitada al Encuentro de la Palabra en Tecnópolis, participando de una lectura junto a Diana Bellessi, organizada por la Red Federal de Poesía.
También, presenta la Antología de Poesía de la Patagonia, editada por el CFI, en la Casa de Gobierno en Ushuaia. En Madrid se estrena el documental Cinco orillas, cinco poetas, en el cual participa. Lee poesía en la Casa de la provincia de Salta en Buenos Aires.
En 2016, publica Antología íntima, una selección personal de su poesía, con dibujos de Maximiliano López, editada en la colección Confines de la editorial Viento de hojas. También, edita Oleaje, una selección de prosa de circunstancia, apuntes, diarios, en la editorial Muchos Libros Felices.
En 2017, participa del Encuentro Nacional de Poesía en el marco del 56° Festival Nacional de Folclore en Cosquín.
En 2019, la Editora Cultural Tierra del Fuego publica Atardeceres marinos en una cuidada edición, acompañada por una selección de dibujos y pinturas de diversas épocas. En febrero de 2020, se presenta en Buenos Aires Atardeceres marinos, junto a su amiga Diana Bellessi. Acompañaron a la poeta amigos, colegas, jóvenes interesados en su obra.
El 17 de junio fallece en Río Grande. 

## Obras literarias
- Espejos de papel. Ediciones Sirirí, Buenos Aires. (1980)
- Malfario. Editorial Último Reino, dirigida por Víctor Redondo. (1985)
- Copia y transformaciones. Editorial Libros de Tierra Firme que dirige José Luis Mangieri. (1990)
- Espejos de papel. Reedición, editorial Nusud de Buenos Aires (1994)
- Puente aéreo. Editorial Libros de Tierra Firme (2001)
- Cantando en la casa del viento. Poetas de Tierra del Fuego, con selección, prólogo y notas de NB, Editorial Universitaria de la Patagonia (Universidad Nacional de la Patagonia San Juan Bosco), que dirige el escritor Cristian Aliaga (2001)
- Salmos y azahares. Editorial Argos de Córdoba (2005)
- Natal. Editorial Bajo la Luna (2011)
- Yeso Tango. con ilustraciones de Jorge Bernard y la traducción de Susana Zilberberg, Editora Cultural Tierra del Fuego (2011)
- Cantando en la casa del viento. reeditada por La Editora Cultural Tierra del Fuego (2012)
- Agua Florida. Editorial El surí porfiado (2013) ISBN 978-987-1541-41-6
- Antología íntima. Selección personal de su poesía, con dibujos de Maxi López, editada en la colección Confines de la editorial Viento de hojas. (2016) ISBN 978-987-3845-07-9
- Oleaje. Selección de prosa de circunstancia, apuntes, diarios, en la editorial Muchos Libros Felices (2016)
- Atardeceres marinos. acompañada por una selección de dibujos y pinturas de diversas épocas, en la Editora Cultural Tierra del Fuego (2019)
- Oficio. Poesía resumida, 1980-2019. Editora Cultural Tierra del Fuego (2023). Edición póstuma
- Dibujando en el horizonte. Obra múltiple. Editora Cultural Tierra del Fuego  (2023). Edición póstuma

## Exhibiciones
- Vº Salón IKA, Museo Caraffa. Córdoba. (1963)
- Muestra Itinerante: Buenos Aires, Argentina - Museo de Arte de Montevideo, Uruguay - Museo de Arte Contemporáneo, Santiago de Chile - Mendoza, Argentina. (1964)
- Concurso Internacional para la Ilustración de la edición de El Quijote que publicará EUDEBA. (1965)
- I Salón Juvenil de Artes Plásticas, pintura. Museo Caraffa, Córdoba. (1966)
- II Salón Juvenil de Artes Plásticas, dibujo y grabado. Museo Caraffa, Córdoba (1967)
- Muestra individual Pinturas / Serie Negra en la Galería La Reja, en Rosario, Santa Fe (1967)
- III Salón Juvenil de Artes Plásticas, Grabado y Escultura, en el Museo Emilio Caraffa, Córdoba. (1968)
- III Salón de Artes Plásticas de la Casa de Córdoba en Buenos Aires. Delegación Oficial del Gobierno de Córdoba. (1968)
- Salón Nacional Pueblo y Artistas en el Centro de Estudios Nacionales y Latinoamericanos, Córdoba. (1968)
- Grabadores Jóvenes de la ciudad de Córdoba. (1972)
- Tercera Exposición en homenaje a las provincias. Museo del Grabado, Buenos Aires. (1972)
- Plástica cordobesa. Tres pintores. Galería Córdoba. (1972)
- Giovanni Artisti Grafici Cordobesi en Casa Argentina, Roma, Italia. (1973)
- Muestra anual de Arte Contemporáneo. Galería Córdoba. (1973)
- Certamen de Valores Plásticos del Interior, Buenos Aires. (1974)
- Expone de forma individual en la Galería Versus, San Pablo. Brasil (1974)
- Primer Festival de Música Contemporánea (Rock) de Cosquín. Arte de la folletería, afiches y programas (1975)
- Muestra Colectiva de Pintores Argentinos, en la ciudad de Necochea, PBA (1976)
- Exhibición Grabadores Cordobeses, en San Francisco, California, EEUU. (1977)
- Exhibición individual Galería Tagi de Córdoba. (1978)
- Muestra colectiva: Pintura Cordobesa. Nueva generación. UDECOP, Córdoba. (1978)
- Veinte trabajos en color Galería de arte del Banco de la Provincia de Santa Cruz, en la ciudad de Río Gallegos (1981)
- Primer Salón de Pintura de Bariloche, Río Negro. (1983)
- Primer Salón de Pintura en la Universidad de la Patagonia San Juan Bosco, Comodoro Rivadavia, Chubut. (1984)
- Muestra individual Copia y transformaciones. Pinturas, dibujos, fotografías y poemas. Museo Emilio Caraffa de la ciudad de Córdoba. (1991)
- Exhibición en el Hotel Albatros, Ushuaia. (1991)
- Expone en el Centro Municipal de Convenciones, Cosquín, Córdoba. (1992)
- Muestra Pictórica Semana de temporada en la Universidad de Magallanes, Punta Arenas, Chile. (1992)
- Muestra Itinerante de Arte en la Dirección de Cultura, Municipalidad de Río Grande. (1992)
- Muestra en el Centro Cultural Dardo Rocha de La Plata. (1992)
- Muestra en el Centro Cultural Obispo Mercadillo, Córdoba (1992)
- Exhibe Espejos de papel. Pinturas, dibujos, fotografías y poemas, en el Hotel Los Yaganes de Río Grande (1994)
- Seleccionada para representar a Tierra del Fuego en el Palais de Glace, Buenos Aires. (1994)
- Expone Espejos de papel. Pinturas, dibujos, fotografías y poemas en Casa Beban en Ushuaia, Tierra del Fuego. (1995)
- Forma parte del Encuentro Binacional Pictórico de la Patagonia en Casa de la Gobernación, Punta Arenas, Chile. (1995)
- Expone El lenguaje de la imagen en el Centro Cultural B. Rivadavia, Rosario, Santa Fe. (1997)
- Coordina y organiza las muestras de Artes Plásticas en el Salón Leloir de la Facultad Regional Río Grande de la Universidad Tecnológica Nacional (1998-2000)
- Muestra colectiva Pintores de Río Grande en la Biblioteca Leloir, UTN Río Grande (1998)
- Exhibición individual Dibujos en la Biblioteca Leloir, UTN Río Grande. (1999)
- Muestra colectiva Tierra del Fuego. Sus raíces en el arte, exhibida en el Congreso de la Nación Argentina. (2000)
- Muestra Las Artes Visuales en Córdoba. Siglo XX de Juan Kronfuss a José de Monte en el Museo Municipal de Bellas Artes Dr. Genaro Pérez, en la capital provincial. Córdoba (2000)
- Muestra Década en la Galería Marítima en Ushuaia. (2001)
- Coordina y organiza muestras de Arte en el Museo de la Ciudad de Río Grande (2002-2004)
- Exhibe de forma individual en el Museo de la Ciudad de Río Grande. (2002).
- Muestra Cuerpos y sueños en la Galería Marítima, Ushuaia (2003)
- Como curadora, presenta en la Galería Marítima de Ushuaia Presencia de la Estepa, con la participación de los artistas de Río Grande Jorge Bernard, María Teresa Salas, Walter Sierra y Romina Martínez. (2005).
- Forma parte del Proyecto Atmósfera que se presentado inicialmente en Museo Cabo Vírgenes (Santa Cruz), luego en la Fundación Klemm de Buenos Aires. (2005).
- Exhibición Argentina Pinta Bien, Galería Marítima de Ushuaia. (2006)
- Participa del Proyecto AAVRA con una intervención sobre bandera, que forma parte de la Primera Bienal del Fin del Mundo. (2007)
- Expone Obra reunida. Pintura, dibujo, fotografías intervenidas, poemas, en el espacio de exhibición de la Subsecretaría de Cultura Provincial, Río Grande. TdF (2008)
- Exhibición Argentina Pinta Bien, en el Centro Cultural Recoleta de Buenos Aires (2009)
- Exposición Gráfica Argentina - Austríaca en Galería Rathaus, Köeflach, Austria. (2010)
- Muestra Obra continua. Pintura, fotografía intervenida, poemas en la Fundación OSDE de Río Grande (2010)
- Intervención de la maqueta del Pingüino Mítico ex - puesto en el Museo Marítimo de Ushuaia (2010)
- Exhibe Correspondencias en el Mes del Arte Fueguino (MAF), en Casa Beban, Ushuaia. Presenta imágenes para la ópera El misterio de los orígenes de Mauricio Anunziatta, en el cierre del MAF, Ushuaia.(2011)
- Presenta Buscando incidencias, video (Grupo Belor) en el MAF en Ushuaia. (2012)
- Participa en la realización del Mural Quién fueras aquí en Río Grande. (2012)
- Participa de forma individual y colectiva en las ediciones de Libros de artista en el Museo Fueguino de Arte (2012-2017)
- Exhibición Mitológica en el Museo Fueguino de Arte, Río Grande (2014)
- Inauguración de la Galería de Arte Niní Bernardello en el Instituto Provincial de Educación Superior Paulo Freire de Río Grande, con una muestra de dibujos inéditos. (2017)
- Exhibición de Batman, conformada por pinturas, dibujos y fotografías intervenidas, en el Espacio PAR, en Río Grande (2018) [2]

## Premios
- Salón de Cruz del Eje, Córdoba. Tercer Premio Categoría Dibujo (1958)
- Concurso de Afiches organizado por la Dirección Provincial de Turismo, Provincia de Córdoba. Primer Premio.(1959)
- Salón de alumnos de la Escuela Figueroa Alcorta. Córdoba. Cuarto Premio Categoría Pintura (1959)
- Salón de exalumnos de la Escuela Superior de Bellas Artes Dr. José Figueroa Alcorta. Cosquín, Córdoba. Primer Premio Categoría Dibujo (1963)
- Salón de alumnos de la Escuela Figueroa Alcorta. Córdoba. Primer Premio Categoría Pintura (1965)
- Salón Juvenil, Córdoba. Segundo Premio de Grabado (1968)
- Concurso fotográfico Centenario del Banco Hipotecario de Río Grande. Primer premio (1986)
- Mención especial del jurado del Premio Nacional de Poesía producción 2011-2014. Por la publicación del libro Agua florida en el sello El surí porfiado (2013) [3]